# Brusuglio
Brusuglio (Brusô in dialetto milanese, AFI: [bryˈzuː]) è una frazione e una parrocchia del comune lombardo di Cormano, di cui costituisce tutta la striscia meridionale al di là dell'autostrada A4.

## Storia
Il borgo fu attestato per la prima volta nel 1346. Nell'ambito della suddivisione del territorio milanese in pievi, apparteneva sia civilmente che ecclesiasticamente alla pieve di Bruzzano e contava 250 abitanti nell'anno 1751, saliti poi a 326 nel 1771.
In età napoleonica, dal 1809 al 1816, Brusuglio fu frazione di Bruzzano, ma gli austriaci gli restituirono l'autonomia con la costituzione del Regno Lombardo-Veneto. Nel 1853 il comune di Brusuglio contava 603 abitanti, al censimento del 1861 ne fece registrare 669.
Nel 1871 il comune di Brusuglio fu infine definitivamente soppresso e aggregato a quello di Cormano.

## Monumenti e luoghi d’interesse

### Architetture religiose
La chiesa di san Vincenzo diacono e martire è sede di una parrocchia pluri-centenaria.

### Architetture civili

#### Villa Manzoni
La villa di Brusuglio fu residenza di Carlo Imbonati; dopo la sua morte passò alla sua compagna, Giulia Beccaria, madre di Alessandro Manzoni.
La villa costituì la residenza estiva dello scrittore e della sua famiglia che dal 1813 abitava stabilmente a Milano in via Morone. Qui Alessandro Manzoni iniziò nel 1821 I Promessi Sposi e condusse i suoi prediletti esperimenti di botanica.

Nel vicino cimitero di Brusuglio si trova la tomba della famiglia dello scrittore (che invece riposa al Famedio): sono lì presenti, per esempio, le spoglie della madre Giulia Beccaria e della moglie Enrichetta Blondel.